# Wallis-et-Futuna La Première (radio)
Pour les articles homonymes, voir Wallis-et-Futuna La Première.
Wallis-et-Futuna La Première est une chaîne de radio généraliste publique française de proximité de France Télévisions diffusée dans la collectivité d'outre-mer de Wallis-et-Futuna.

## Histoire de la chaîne
C’est en 1978 que l’État français, en concertation avec le roi Tomasi Kulimoetoke II et la société nationale de programmes FR3, décide de l’implantation d’une station d’information sur le territoire des îles Wallis-et-Futuna. Ce projet était motivé par la volonté affichée des îliens de bénéficier des possibilités, notamment politiques et économiques, qu’offrait l’implantation d’une entreprise de média/communication sur le territoire. FR3 Wallis-et-Futuna émettait 4h par jour entre 10h et 14h en 1979. Ils enregistrent des histoires locales dans chaque village. Le journal en français fut traduit dès le début en wallisien.
La station régionale de FR3 Wallis-et-Futuna voit le jour le 31 mars 1979 avec les débuts de la diffusion des programmes radiophoniques. La première équipe était composée de trois pionniers : Jean Claude Michelot (directeur), Jean Claude Gautier (chef d'établissement) et Jacques Barret (journaliste) lequel effectuera deux séjours de trois ans dans l'archipel. Parmi les personnels locaux recrutés dès l'ouverture de la station : Lucia Kavakava, qui sera nommée des années plus tard Rédactrice en Chef avant de se voir confier la direction des antennes.
Le 31 décembre 1982, la chaîne prend le nom de RFO Wallis-et-Futuna à la suite de la création de la société nationale de programmes RFO (Radio-Télévision Française d’Outre-Mer) par transfert des activités de FR3 pour l'Outre-mer.
Radio Wallis-et-Futuna est créée en février 1999 lors de la transformation de RFO en Réseau France Outre-mer.
La loi de réforme de l'audiovisuel n° 2004-669 du 9 juillet 2004 intègre la société de programme Réseau France Outre-mer au groupe audiovisuel public France Télévisions, qui devient alors un acteur de la radio publique en France, et dont dépend depuis Radio Wallis-et-Futuna. Son président, Rémy Pflimlin, annonce le 12 octobre 2010 le changement de nom du Réseau France Outre-mer en Réseau Outre-Mer 1re pour s'adapter au lancement de la TNT en Outre-Mer. Toutes les chaînes de radio du réseau changent de nom le 30 novembre 2010 lors du démarrage de la TNT et Radio Wallis-et-Futuna devient ainsi Wallis-et-Futuna 1re.

## Identité visuelle

### Logos

Logo de FR3 Wallis-et-Futuna du 21 avril 1979 au 30 décembre 1982
Logo de RFO Wallis-et-Futuna du 31 décembre 1982 à 1993
Logo de RFO Wallis-et-Futuna de 1993 au 31 janvier 1999
Logo de Radio Wallis-et-Futuna du 23 mars 2005 au 29 novembre 2010
Logo de Wallis-et-Futuna 1re du 30 novembre 2010 au 28 janvier 2018
Logo de Wallis-et-Futuna La 1re depuis le 29 janvier 2018

## Organisation
Wallis-et-Futuna La 1re est l'antenne de radiodiffusion du pôle média de proximité Wallis-et-Futuna 1re Radio -Télé - Internet, déclinaison du pôle La Première (La 1re) de France Télévisions.

### Dirigeants
Directeurs régionaux :
- Gérald Prufer : 2001 - 2002
- Gérard Christian Hoarau : 04/2006 - 09/2008
- Nortbert Ta'ofifenua : depuis le 1er juin 2020

Directeur des antennes :
- Lusia Kavakava
- Malia Nive Kulikovi : depuis 2021

### Budget
Wallis-et-Futuna La 1re dispose d'un budget versé par La Première (La 1re)  et provenant pour plus de 90 % des ressources de la redevance audiovisuelle et des contributions de l’État français allouées à France Télévisions. Il est complété par des ressources publicitaires.

### Missions
Les missions de Wallis-et-Futuna La 1re sont de produire des programmes de proximité, d'assurer une meilleure représentation de la vie sociale, culturelle, sportive, musicale et économique de l'archipel dans le Pacifique Sud en concertation avec Polynésie La 1re et Nouvelle-Calédonie La 1re et à l'international par la coproduction de magazines et par le biais de Radio Ô. Elle est aussi chargée de représenter la diversité et la neutralité.

### Moyens techniques
Wallis-et-Futuna La 1re dispose d'un studio radio, d'une salle Disk-Jockey, d’une régie radio équipée d’un DDO (Digital Disk Optical) utilisé pour la réalisation des jingles, ainsi que la diffusion et l’enregistrement d’œuvres musicales, et un ordinateur équipé du logiciel Netia qui permet une diffusion musicale 24h/24.

### Siège
Le siège et les studios de Wallis-et-Futuna La 1re sont installés à la Pointe Matala'a à Mata-Utu.

## Programmes
Wallis-et-Futuna La 1re diffuse des émissions de proximité, mais également des émissions produites par Radio Ô ou issues du groupe Radio France.

## Diffusion
Wallis-et-Futuna La 1re est diffusée sur la bande FM à Wallis-et-Futuna sur cinq émetteurs :
- Alo :  91,0 MHz
- Hihifo : 101,0 MHz
- Mu'a / Hahake : 100,0 MHz
- Sigave : 89,0 MHz / 90,0 MHz

Elle est aussi accessible en streaming sur son site internet et par ADSL en France métropolitaine sur Freebox TV.